# Гусман Бланко, Антонио
Антонио Гусман Бланко (исп. Antonio Guzmán Blanco; 28 февраля 1829 — 28 июля 1899) — южноамериканский политик, дипломат и публицист, который трижды занимал пост президента Венесуэльской республики.

## Биография
Антонио Гусман Бланко родился 28 февраля 1829 года в столице Венесуэлы городе Каракасе в семье видного статистика XIX века Леокадио Гусмана Бланко.
Ещё будучи молодым человеком, Бланко приобрёл немалую известность благодаря своим хлёстким политическим статьям.
8 июня 1865 года он был назначен вице-президентом республики и в продолжение гражданской войны 1866 и 1867 годов сражался под командованием генерала Фалькона на стороне федералистов (либералов). Когда во время отсутствия Фалькона в Венесуэле снова воцарилась анархия, Бланко явился в 1870 году инициатором так называемой апрельской революции.
27 апреля 1870 года А. Бланко, после трёхдневной борьбы, овладел Каракасом, учредил временное правительство, став во главе последнего, и созвал в Валенсию на 13 июля 1870 года конгресс, который наделил его чрезвычайными полномочиями и он на протяжении трёх лет работал над установлением порядка в стране.
20 февраля 1873 года, когда истёк срок либеральной диктатуре генерала Бланко, совершенно переродившей Венесуэлу, и он был выбран президентом ещё на четыре года. Согласно ЭСБЕ, этот период следует считать самым счастливым со времён отделения Венесуэлы от Испании. Президент улучшил финансовое состояние республики, завязал более тесные сношения с европейскими правительствами, основал училища даже в селах индейцев, открыл музеи, академии и другие научные учреждения, объединил страну целою сетью шоссе и каналов, провел первую железную дорогу и заботился об украшении городов. В июне 1874 года он закрыл монастыри. Изданием нового кодекса Бланко упорядочил дело правосудия и вслед за тем в феврале 1877 года оставил пост главы государства.
Новый президент страны Франсиско Линарес Алькантара ни в каком случае не мог заменить его, и в стране снова началась борьба партийных страстей. Так как в пользу Бланко высказалась довольно сильная партия, к которой в конце концов присоединилась и армия, то революция кончилась в сорок дней.
В 1879 году он снова был выбран временным президентом республики. Бланко поспешил из Парижа, где тогда находился, в Венесуэлу и был восторженно принят населением страны. Первым делом он созвал конгресс делегатов, которым предложил новый план реорганизации страны, и в несколько месяцев восстановил в стране порядок. В 1884 году Бланко сложил с себя президентство.
В 1886 году Бланко снова занял пост главы государства, который он оставил через год и отправился послом в столицу Франции, где пробыл до самой кончины 28 июля 1899 года.